# زمین‌لرزه ۱۳۷۸ کازرون
زمین‌لرزه  در تاریخ ۶ مه ۱۹۹۹ میلادی، برابر با جمعه ‎۱۶ اردیبهشت ۱۳۷۸، ساعت ۲۳:۰۰:۵۳ به زمان یوتی‌سی و ۰۳:۳۰:۵۳ بامداد به وقت محلی در استان فارس در نزدیکی شیراز و کازرون رخ داد. ژرفای این زلزله ۱۹٫۸ کیلومتر بود، و بزرگی آن ۶٫۲ در مقیاس Mw اعلام شده‌است.
سازمان زمین‌شناسی آمریکا نیز رومرکز این زمین‌لرزه را در مختصات ۲۹°۳۰′۰۴″شمالی ۵۱°۵۲′۴۸″شرقی / ۲۹٫۵۰۱°شمالی ۵۱٫۸۸°شرقی و ژرفای آنرا در ۳۳ کیلومتر گزارش کرده‌است. بزرگی برگزیدهٔ این سازمان از میان بزرگیهای محاسبه‌شدهٔ مختلف ۶٫۲ در مقیاس Mw بوده و از دید اثر، در میان چهار دسته‌بندی «نامحسوس»، «محسوس»، «زیان‌آور» یا «با تلفات»، زلزله را «با تلفات» اعلام کرده‌است.۸۰۰ ساختمان در زمین‌لرزه خراب شده‌است.
پروژهٔ «تنسور گشتاور مرکزوار» زاویه‌های (راستا، شیب، ریک) گسل سازندهٔ زمین‌لرزه و صفحه عمود بر آنرا (°۵۲، °۷۶، °۶-) یا (°۱۴۳، °۸۴، °۱۶۵-) و نوع گسل را «امتدادلغز» فرارسانده‌است.
شمار کشتگان زلزله حدود ۲۶ نفر بوده‌است.تعداد زخمیان ۱۰۰ نفر برآورده شده‌است.بی‌خانمان شدگان نیز ۴۰۰۰ نفر اعلام شده‌است.
علاوه بر خسارات و تلفات در مناطق نزدیک به رومرکز زلزله ، این زمین لرزه به طور کامل در شیراز ، کازرون و بخشهای غربی استان فارس و شرق استان بوشهر احساس شد و باعث وحشت زدگی مردم و وارد آمدن خسارات جزئی به برخی ساختمانهای این مناطق شد.